# Halmahera
La isla de Halmahera (o Gilolo o Jailolo) es la mayor isla del archipiélago de las Molucas. Forma parte de la provincia indonesia de Molucas del Norte, Sofifi, la capital de la provincia se encuentra en la costa oeste de la isla.
La superficie de Halmahera es de 17.780 km². La población en 1995 era de 162.728 habitantes, para el 2011 la población de la isla había aumentado hasta 449,938 habitantes (excluida su extremo el cual se considera pertenece a la jurisdicción de las islas Joronga, aunque incluyendo las islas Gebe y Ju) y 667,161 para el archipiélago, (incluida Halmahera Selatan y Tidore pero no Ternate). El 60% de la población es musulmana, y el restante 40% cristiana.

## Historia
La historia de Halmahera está enlazada a la historia de las cercanas islas de Ternate y Tidore, ambas mucho más pequeñas y situadas en su costa occidental.
Durante la Segunda Guerra Mundial, hubo una base militar japonesa en la bahía de Kao.
En 1999 y 2000 hubo violencia de carácter religioso en Halmahera entre cristianos y musulmanes.

## Minería

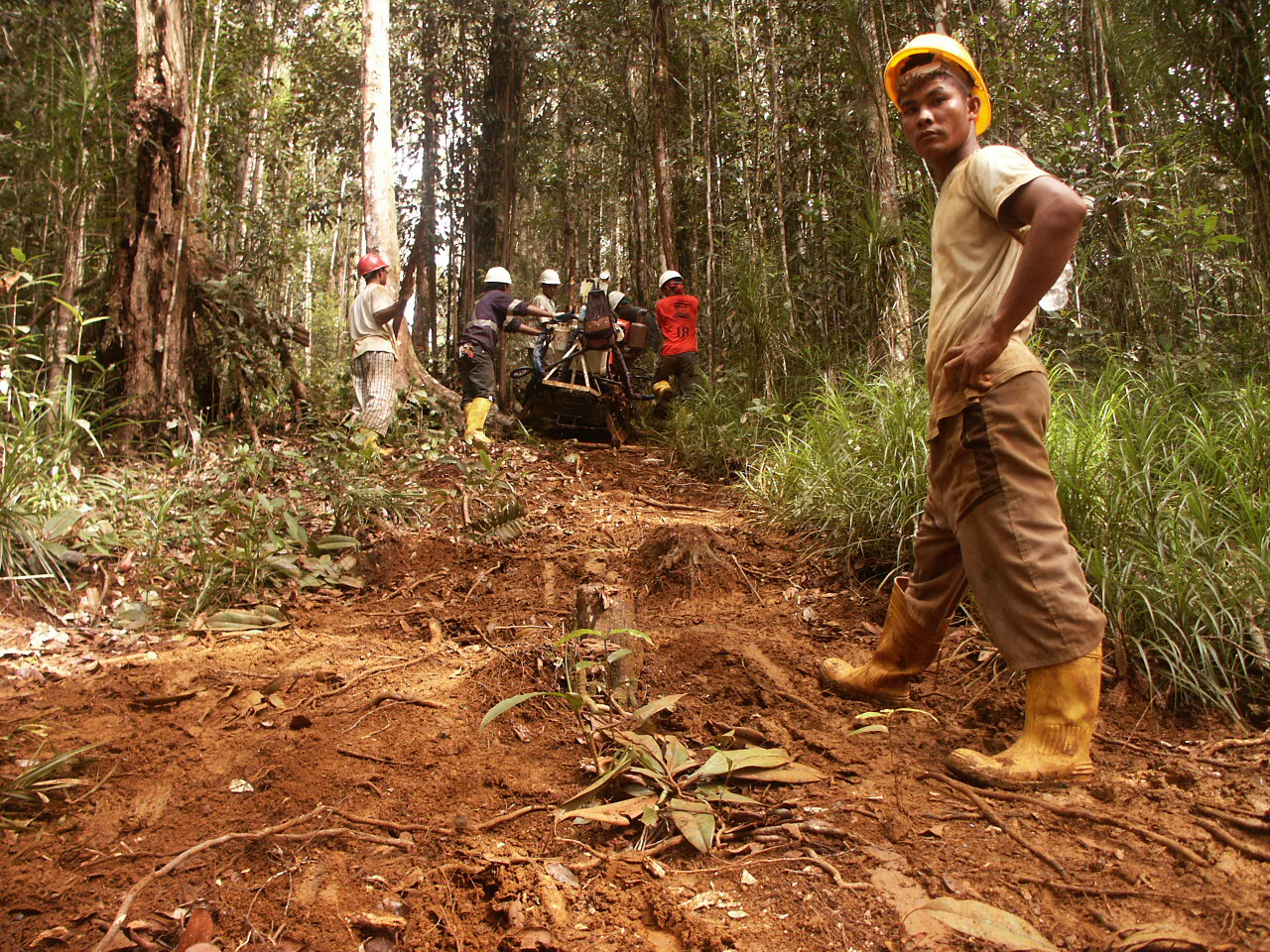
Grupo de exploradores buscando yacimientos minerales.

En Halmahera existen varios proyectos mineros. La empresa PT Weda Bay Nickel opera un proyecto minero para extraer níquel y cobalto en las zonas norte y central de Halmahera. El proyecto cuenta con el apoyo de la corporación Eramet, el mismo se encuentra en las fases de planificación y exploración.

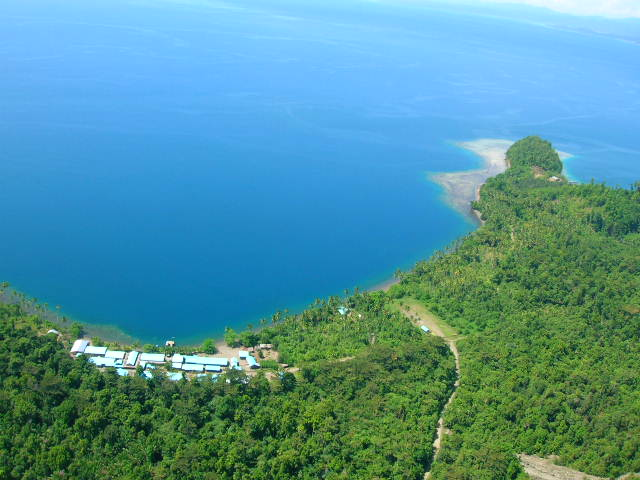
Un campo de la empresa Weda Bay Nickel en el cabo de Tanjung Ulie en la isla de Halmahera.